# Вике-Фрейберга, Вайра
Ва́йра Ви́ке-Фре́йберга (латыш. Vaira Vīķe-Freiberga; род. 1 декабря 1937, Рига) — латвийский государственный деятель, президент Латвийской Республики c 8 июля 1999 по 7 июля 2007 года. Спецпосланник генерального секретаря ООН, вице-председатель Группы экспертов по долгосрочному будущему Европейского Союза, сопредседатель Международного Совета Международного Центра Низами Гянджеви.

## Биография
Отец — моряк Карлис Викис (Kārlis Vīķis), мать — Аннемария Вике (Annemarija Vīķe), в девичестве Раньке (Raņķe). Спустя несколько недель после рождения дочери её отец трагически погиб в Атлантике. Позднее её мать вновь вышла замуж за Эдгара Хермановича (Edgars Hermanovičs).
31 декабря 1944 года семья бежала в Германию от советских войск. Начальное образование получила в латышской школе в лагере беженцев в Любеке (Германия) и во французской женской гимназии в Касабланке (Марокко).
Когда Вайре исполнилось 16 лет, семья переселилась в Канаду, где Вайра работала клерком в банке и сортировщицей писем. В Канаде Вайра получила гражданство, высшее образование, степень бакалавра по английскому языку, степень магистра по психологии, докторскую степень в области экспериментальной психологии в университете Макгилла. Помимо родного латышского, владеет французским, английским, немецким, испанским, немного итальянским и португальским языками. Русский не выучила, хотя начала его изучать в 1999 году.
С 1957 года — воспитатель молодёжи и специалист по фольклору среди проживающих за границей латышей.
С 1965 по 1998 год — профессор психологии в Монреальском университете (Universite de Montreal). Преподавала курсы по психофармакологии, психолингвистике, научной теории. Проводила психологические исследования в области процессов памяти, языка и мышления, включая влияние лекарств. Среди латышской эмиграции известна работами по латышским дайнам (народным песням), их поэтике и структуре. Соавтор базы данных Солнечных дайн и общих дайн, автор и соавтор семи книг по данной теме. Получила Большую медаль Академии наук Латвии и другие научные награды.
Состояла в руководстве национальных и международных научных организаций. Была президентом отделения французского языка Канадской академии наук (Royal Society of Canada). Являлась представителем Канады и председателем научной программы НАТО «Человеческий фактор» в Брюсселе.
В 1989 году была приглашена представителем Канады — консультантом в комиссии по конституционным реформам парламента Бразилии.
В 1997 году переехала из Канады в Латвию. 19 октября 1998 года назначена директором Института Латвии, отвечающего за формирование образа страны в мире.

## Президентство
10 июня 1999 года приняла участие в выборах президента Латвийской Республики. Вике-Фрейберга не была фаворитом выборов, являясь лишь запасным кандидатом социал-демократов, но все кандидаты, выдвинутые в первой фазе выборов, большинства голосов депутатов Сейма не получили. 17 июня 1999 года Сейм избрал Вайру Вике-Фрейбергу Президентом Латвийской Республики, и 8 июля она вступила в должность. 20 июня 2003 года переизбрана президентом, будучи единственным выдвинутым кандидатом.
По конституции Латвии (ст. 53), президент не несёт политическую ответственность за свою деятельность, но Вике-Фрейберга проявила значительную внешнеполитическую активность и вошла в списки Forbes 100 самых влиятельных женщин мира 2005 и 2006 годов. При ней в 2004 году Латвия вступила в ЕС и НАТО, направила свой воинский контингент в Ирак. Выступает за осуждение преступлений советского коммунистического режима.
Стала на тот момент единственным президентом из стран Балтии, приехавшей в Москву на празднование 60-летия Победы 9 мая 2005 года. В 2004 году высказалась по поводу сравнения языковых ситуаций в Бельгии и Латвии следующим образом: «Там это иноязычное население веками жило. А что у нас, в Латвии? Нелегальная, жестокая, тоталитарная иностранная оккупация. Поэтому этот пример не подходит». Этнополитику Латвии резюмировала так: «Им надо принять, что это независимая страна, и стать латышами: российского происхождения, но латышами».
15 сентября 2006 года кандидатура Вайры Вике-Фрейберги была официально выдвинута тремя балтийскими странами (Латвией, Литвой, Эстонией) на пост Генерального секретаря ООН. 5 октября Вайра Вике-Фрейберга отозвала свою кандидатуру.

## После президентства
Сейчас продолжает заниматься активной общественной деятельностью, в частности является членом Европейского совета по толерантности и взаимоуважению — международной неправительственной организации, занятой выработкой инициатив и предложений по улучшению ситуации в сфере толерантности в Европе.
В 2007 году вместе с мужем основала консалтинговую компанию VVF Consulting, которая в 2008 году выиграла объявленный Лиепайской думой конкурс на проведение анализа политики развития Лиепаи. Анализ, проведённый VVF Consulting, стал основой довольно громкого скандала в латвийских СМИ.

## Брак и семья
Муж — Имантс Фрейбергс, президент Латвийской ассоциации информационных технологий и телекоммуникаций. Сын Карлис живёт в Латвии, дочь Индра работает в Лондоне.

## Награды
Награды Латвии
| Страна | Дата вручения | Награда                                                                           | Награда                                                                           | Литеры |
| ------ | ------------- | --------------------------------------------------------------------------------- | --------------------------------------------------------------------------------- | ------ |
| Латвия | 1995—1999     | Офицер                                                                            | ордена Трёх звёзд                                                                 |        |
| Латвия | 1999—         | Дама Большого креста с цепью                                                      | ордена Трёх звёзд                                                                 |        |
| Латвия | 2007—         | Дама-Командор Большого креста ордена Виестура                                     | Дама-Командор Большого креста ордена Виестура                                     |        |
| Латвия | —             | Крест Признания 1 степени                                                         | Крест Признания 1 степени                                                         |        |
| Латвия | 2007—         | Дама ордена священномученика архиепископа Рижского и всея Латвии Иоанна I степени | Дама ордена священномученика архиепископа Рижского и всея Латвии Иоанна I степени |        |
| Латвия | 2017—         | Почётная грамота Президента Латвии                                                | Почётная грамота Президента Латвии                                                |        |

Награды иностранных государств
| Страна         | Дата вручения | Награда                                                                                              | Награда                                                                                              | Литеры  |
| -------------- | ------------- | --- | --- | ------- |
| Эстония        | 2000—         | Цепь ордена Креста земли Марии                                                                       | Цепь ордена Креста земли Марии                                                                       |         |
| Норвегия       | 2000—         | Дама Большого креста ордена Святого Олафа                                                            | Дама Большого креста ордена Святого Олафа                                                            |         |
| Греция         | 2000—         | Дама Большого креста ордена Спасителя                                                                | Дама Большого креста ордена Спасителя                                                                | GCR     |
| Литва          | 2001—         | Дама Большого Креста ордена Витаутаса Великого                                                       | Дама Большого Креста ордена Витаутаса Великого                                                       |         |
| Финляндия      | 2001—         | Дама Большого Креста на цепи ордена Белой розы                                                       | Дама Большого Креста на цепи ордена Белой розы                                                       |         |
| Венгрия        | 2001—         | Дама Большого Креста на цепи ордена Заслуг                                                           | Дама Большого Креста на цепи ордена Заслуг                                                           |         |
| Франция        | 2001—         | Дама Большого Креста ордена Почётного легиона                                                        | Дама Большого Креста ордена Почётного легиона                                                        |         |
| Румыния        | 2001—         | Цепь ордена Звезды Румынии                                                                           | Цепь ордена Звезды Румынии                                                                           |         |
| Словения       | 2002—         | Золотой орден Свободы                                                                                | Золотой орден Свободы                                                                                |         |
| Польша         | 2003—         | Дама ордена Белого орла                                                                              | Дама ордена Белого орла                                                                              |         |
| Германия       | 2003—         | Дама Большого креста специального класса ордена «За заслуги перед Федеративной Республикой Германия» | Дама Большого креста специального класса ордена «За заслуги перед Федеративной Республикой Германия» |         |
| Португалия     | 2003—         | Дама Большой цепи ордена Инфанта дома Энрики                                                         | Дама Большой цепи ордена Инфанта дома Энрики                                                         | GColIH  |
| Болгария       | 2003—         | Дама ордена «Стара планина» с лентой                                                                 | Дама ордена «Стара планина» с лентой                                                                 |         |
| Мальта         | 2004—         | Дама Большого креста на цепи ордена Заслуг                                                           | Дама Большого креста на цепи ордена Заслуг                                                           |         |
| Италия         | 2004—         | Дама Большого креста декорированного лентой ордена «За заслуги перед Итальянской Республикой»        | Дама Большого креста декорированного лентой ордена «За заслуги перед Итальянской Республикой»        |         |
| Испания        | 2004—         | Дама Большого креста на цепи ордена Изабеллы Католической                                            | Дама Большого креста на цепи ордена Изабеллы Католической                                            |         |
| Словакия       | 2005—         | Дама ордена Двойного белого креста 1 класса                                                          | Дама ордена Двойного белого креста 1 класса                                                          |         |
| Швеция         | 2005—         | Дама ордена Серафимов                                                                                | Дама ордена Серафимов                                                                                | LSerafO |
| Польша         | 2005—         | Кавалер Большого креста ордена Заслуг перед Республикой Польша                                       | Кавалер Большого креста ордена Заслуг перед Республикой Польша                                       |         |
| Эстония        | 2005—         | Дама Большого креста на цепи ордена Белой звезды                                                     | Дама Большого креста на цепи ордена Белой звезды                                                     |         |
| Украина        | 2006—         | Дама ордена князя Ярослава Мудрого 1 степени                                                         | Дама ордена князя Ярослава Мудрого 1 степени                                                         |         |
| Нидерланды     | 2006—         | Дама Большого креста ордена Нидерландского льва                                                      | Дама Большого креста ордена Нидерландского льва                                                      |         |
| РПЦ            | 2006—         | Дама ордена святой равноапостольной княгини Ольги 1 степени                                          | Дама ордена святой равноапостольной княгини Ольги 1 степени                                          |         |
| Мальта         | 2006—         | Дама ордена «На благо Республики»                                                                    | Дама ордена «На благо Республики»                                                                    | SG      |
| Квебек         | 2006—         | Гранд-офицер Национального ордена Квебека                                                            | Гранд-офицер Национального ордена Квебека                                                            | GOQ     |
| Великобритания | 2006—         | Дама Большого креста ордена Бани                                                                     | Дама Большого креста ордена Бани                                                                     | GCB     |
| Люксембург     | 2006—         | Дама Большого креста ордена Адольфа Нассау                                                           | Дама Большого креста ордена Адольфа Нассау                                                           |         |
| Бельгия        | 2007—         | Дама Большого креста ордена Леопольда I                                                              | Дама Большого креста ордена Леопольда I                                                              |         |
| Марокко        | 2007—         | Дама ордена Мухамедийя специальной степени                                                           | Дама ордена Мухамедийя специальной степени                                                           |         |
| Япония         | 2007—         | Дама цепи ордена Хризантемы                                                                          | Дама цепи ордена Хризантемы                                                                          |         |
| Кипр           | 2007—         | Дама цепи ордена Макариоса III                                                                       | Дама цепи ордена Макариоса III                                                                       |         |
| Азербайджан    | 2015—         | Орден «Дружба»                                                                                       | Орден «Дружба»                                                                                       |         |
| Азербайджан    | 2015—         | Золотая медаль имени Низами Гянджеви                                                                 | Золотая медаль имени Низами Гянджеви                                                                 |         |
| Азербайджан    | 2022—         | Почётный диплом Президента Азербайджанской Республики                                                | Почётный диплом Президента Азербайджанской Республики                                                |         |
| Канада         | 2024—         | Офицер ордена Канады                                                                                 | Офицер ордена Канады                                                                                 |         |

- Большая медаль Латвийской Академии наук
- Медаль Пьера Шово
- Медаль Университета им. И. В. Гёте
- Медаль Еврейского комитета Америки «Верному другу непреходящих ценностей человечества»
- Медаль Балтийской ассамблеи (2006)[14]
- Медаль Свободы Балтийской лиги свободы Америки за защиту идеалов свободы
- Медаль Фонда Эдуарда Монпетти Монреальского Университета
- Медаль Свободного университета Берлина
- Медаль Джорджтаунского Университета (США)[15]

### Призы
- Лауреат премии Ханны Арендт (2005)
- Премия Марселя Винсента
- Премия памяти профессора Анны Абеле
- Премия Совета женщин-лидеров
- Премия императора Отто
- Премия Американо-Балтийского фонда
- «Премия малых стран» Европейского института
- Премия фонда «Koundenhove-Kalergi»
- Премия Всемирной продовольственной и сельскохозяйственной организации
- Премия Еврейского комитета Америки им. М. и Б. Реммеров
- Премия первопроходца форума женщин-руководителей Forbes
- Премия Канадской Ассоциации психологов
- Премия и титул почётного сенатора и протектора Европейской Академии науки и искусства
- Почётная премия Культурного фонда Всемирного объединения свободных латышей[15]
- Международная премия Низами Гянджеви (Международный центр Низами Гянджеви, Азербайджан)[16]

### Звания
- Почётный доктор Льежского Университета
- Почётный доктор Оттавского Университета
- Почётный доктор Армянского Государственного университета в Ереване
- Почётный доктор Грузинского Государственного университета в Тбилиси
- Почётный доктор Азербайджанского Государственного университета в Баку
- Почётный доктор Евразийского Национального университета в Астане
- Почётный доктор Макгиллского Университета в Монреале
- Почётный доктор Университета им. Витаутаса Великого в Каунасе
- Почётный доктор Латвийского Университета в Риге
- Почётный доктор Университета Виктории в Торонто
- Почётный член Объединения психологов Канады[15]

### Другие награды
- Награда Валтера Халштейна[17]
- Золотая пластина Американской Академии достижений[15]